# 노스다코타주
노스다코타주(영어: State of North Dakota)는 미국 대평원의 북쪽에 있는 주다. 동쪽으로 미네소타주, 서쪽으로 몬태나주, 남쪽으로 사우스다코타주와 접하며, 북쪽으로 캐나다의 서스캐처원 주와 매니토바 주와 국경을 접한다.
레드 강과 미주리 강이 각각 동쪽의 주경계와 남동쪽을 향해 흐르고 있다. 레드 강이 흐르는 동부 지역은 기름진 흑토질의 중앙 저지이며, 서부 지역은 산지가 거의 없는 대초원이다. 기후는 대륙성 기후로 건조하고 기온의 연,일교차가 크며, 겨울에는 섭씨 영하 60도를 기록한 곳이 있을 정도로 매우 춥다. 연강수량은 중서부 407mm, 동부 504mm로 적은 편이다. 정치적으로 공화당 지지가 강하다.

## 역사

### 원주민 시대

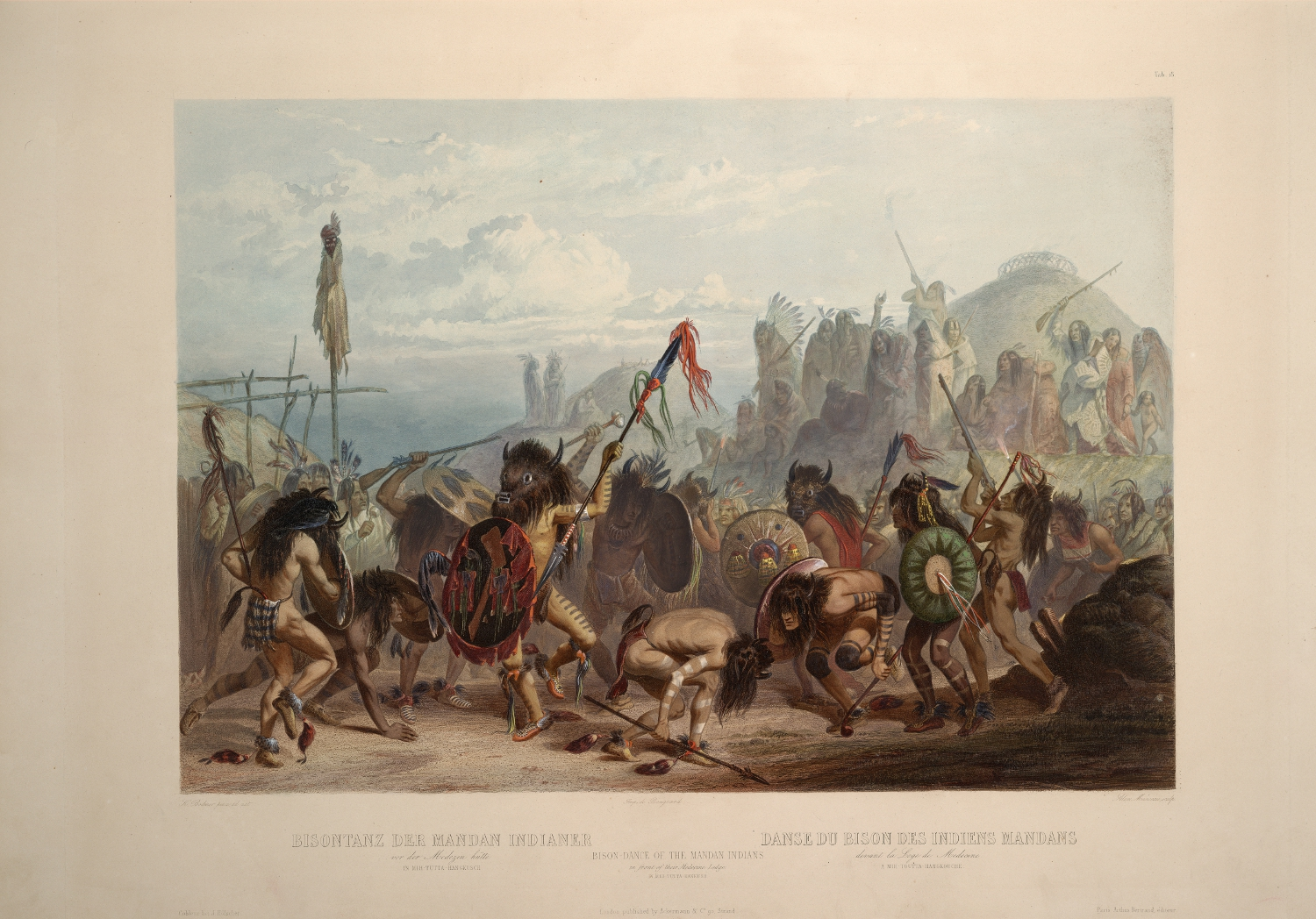
들소 사냥을 보중하는 데 들소 춤을 추는 만단 족 인디언들

백인 탐험가들과 모피 교역자들이 노스다코타 주에 처음 도착하기 전 원주민 7개 그룹이 살고 있었다. 만단 족, 히다차 족과 아리카라 족이 미주리 강을 따라 영구적인 흙으로 만든 오두막에 살았다. 그들은 농부지만 사냥도 하였다. 치페와 족은 북동부에서 거주하며 사냥을 하였다. 아시니보인족 유목민들은 미국-캐나다 국경 지역을 따라 살았다. 양크턴 수족은 제임스 강과 셰이엔 강 유역을 따라 살면서 사냥을 하였다. 가장 크고 가장 권력적인 종족 라코타 족 록은 테턴 수 족은 남서부에 살면서 사냥꾼들이었다. 위대한 추장들 시팅 불과 골이 이끈 라코타 수 족은 미국 육군에 맹렬하게 저항하였다.

### 탐험과 초기 정착
1682년 르네-로베르 카블리에 드 라 살은 미시시피강 시스템에 의하여 배수된 전부의 대지를 프랑스를 위한 주장을 하였다. 미주리 강이 미시시피 강으로 흘러들어가는 이유로 라 살이 주장한 영토는 노스다코타 주의 남서부 절반을 포함하였다. 프랑스는 또한 노스다코타의 북동부 절반을 포함한 허드슨만의 남부에 있는 막대한 지방을 주장하기도 하였다. 1713년 프랑스는 이 영토의 전부를 영국에 주었다.
노스다코타는 처음으로 프랑스계 캐나다인 피에르 골티에 드 바렌 드 라 베른드리에 의하여 처음으로 탐험되었다. 그는 1738년 캐나다로부터 출발하여 오늘날 비즈마크 근처에 있는 만단 족 마을들에 도달하였다.
1762년 프랑스는 미시시피 강 서부이 그 대지를 스페인에 주었다. 1800년 스페인은 프랑스에 반환하였다. 1803년 미국은 당시 루이지애나로 불린 이 지방을 프랑스로부터 사들였다.
1804년 토머스 제퍼슨 대통령은 루이지애나 준주를 탐험하고 태평양으로 가는 산길을 내는 데 메리웨더 루이스와 윌리엄 클라크를 보냈다. 그들은 노스다코타 중부에 도달하고 오늘날 스탠턴으로부터 가로질러 미주리 강 동부 둑에 만단 요새를 세웠다. 탐험가들은 거기에 1805년 4월까지 머물렀다. 그들은 1806년 태평양으로부터 돌아오는 길에 노스다코타를 다시 지나갔다.
1812년 캐나다에서 온 스코틀랜드와 아일랜드 가족들이 펨비나에서 노스다코타에 영구적 정착지를 만들었다. 1818년 미국은 영국과 조약에 의하여 노스다코타 북동부를 얻었다. 오늘날의 노스다코타의 전부는 당시 미국 영토가 되었다. 그해의 조약은 또한 49 선에 미국-캐나다 국경을 세우기도 하였다. 어떤 펨비나 정착자들은 영국 영토임을 확실히 하려고 북부로 이주하였다. 나머지는 측량이 펨비나가 사실 미국에 있다는 것을 확실히 한 후 1823년에 떠났다. 메티스(인디언과 백인의 혼혈인)의 다수는 정착자들이 떠난 후 지방에 남아있었다.

### 준주 시대
1861년 미국 의회는 다코타 준주를 만들었다. 에이브러햄 링컨 대통령은 윌리엄 제인을 총독으로 임명하였다. 준주는 오늘날 노스다코타와 사우스다코타, 그리고 몬태나와 와이오밍 대부분을 포함하였다. 1862년 첫 입법부가 양크턴(현재의 사우스다코타 주)에서 만났다.
1863년, 준주는 도시 입식을 위하여 열었다. 정착자들에게 자유지를 주었다. 수송은 초라하였고 정착자들은 원주민에게 위협을 느꼈다. 1862년 수 족은 미네소타에서 일어난 반란에서 수백명의 정착자들을 살해하였다. 그러고 나서 어떤 원주민들은 다코타 준주로 달아났다. 미국 정부는 반란으로 미네소타 일부를 차지한 원주민을 처벌하고자 군 병력을 보냈다.
연방 정부는 다코타 준주에서 원주민들과 몇몇 조약을 맺고 보호 구역에 머물도록 했다. 그러나 백인들은 가끔 조약을 어겼고, 더 많은 원주민이 반란을 일으켰다. 위대한 수 족 지도자 시팅 불이 자발적으로 미국 군대에 항복할 때 1881년 평화가 왔다.
동부의 지방 자치제들과 어떤 가족들이 큰 밀의 수확지를 설립할 때 1875년 경에 대규모의 농사가 시작되었다. 농장들의 대부분은 레드 강 유경에 있었고 3,000 에이커에서 65,000 에이커(1,200 헥타르에서 26,300 헥카르)로 정렬되었다. 농부들은 자신들이 대풍년의 농장들로 알려지게 된 이런 막대한 소득들을 벌었다. 농부들은 기계와 정돈된 식수법, 경작과 매매를 이용하였다. 농사의 타입은 단 하나의 수확물 밀이 재배된 이유로 가능하였다. 이때 다른 수확물들이 대풍년의 농장들에 소개되었다. 대풍년의 농장들이 개발되면서 남부 평야에서 온 소들의 회사들이 배들랜즈로 이주해 들어왔다. 훗날의 대통령 시어도어 루스벨트는 리틀 미주리 강을 따라 대지를 여는 데 도움을 준 이들 중에 있었다. 대풍년의 농장들의 대부분은 더 작은 몴으로 나누어지고 그들에게 이익이 없게 된 1890년대에 밀의 저가격의 이유로 새로 들어오는 자들에게 팔렸다.

### 주 지위
1870년대 동안 주민들은 다코타 준주를 2개의 부분으로 나누는 데 의회에 요청하였다. 인구의 중심지들은 북동부와 남동부에 있는 준주의 멀리 모퉁이에서 개발되었다. 철도들이 동부 방향에서 자신들의 길들을 놓은 이유로 이 두 중심지들 사이에 남북의 여행이 어려웠다. 정착자들의 두 단체들은 적은 공통을 가지고 자신들의 자치적 정부들을 원하였다.
1889년 2월 의회는 오늘날의 노스다코타 주와 사우스다코타주 사이의 경계를 설립하였다. 또한 두 지방이 주가 되는 데 허락한 권능 부여법을 통과시키기도 하였다. 그해 11월 2일 노스다코타는 39번째, 사우스다코타는 40번째 주가 되었다. 공화당 소속의 존 밀러가 노스다코타 주의 초대 주 지사가 되었다.

### 1900년대 초반

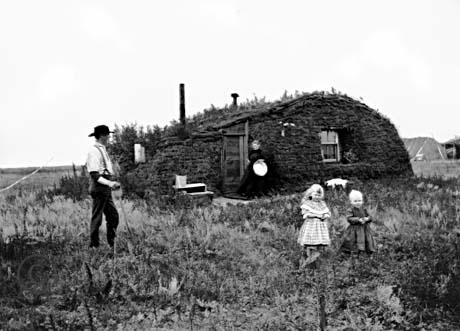
노스다코타 주의 노르웨이인 정착자들 (1898년)

노스다코타 주의 인구는 주로 승격 후에 빠르게 증가하였다. 주는 1890년 190,983명의 주민들이 있었다. 1910년에는 577,056명이 살고 있었다. 농사도 또한 빠르게 번창하였다. 하지만, 농부들은 미네소타주에서 은행, 곡식 회사와 철도 이익들과 다루는 것을 싫어하였다. 추가로 주외의 비지니스들이 노스다코타주 정치에 보유된 권력을 싫어하였다.
1915년 무소속 연맹이 노스다코타 주에서 창립되었다. 이 기구는 국유의 곡식 엘리베이터, 제분기, 포장소와 냉장장을 요구하는 농부들을 성원하였다. 또한 비용에서 기부금들을 승인할 농장 지역들에서 은행들을 원하기도 하였다.
1916년 연맹이 후원한 후보 공화당원 린 J. 프레이저가 노스다코타 주의 지사로 선출되었다. 그는 1918년과 1920년에 재선되었다. 프레이저의 첫 2개의 기간들 중에 무소속 연맹이 주의 입법부를 지배하고 진보적 법률들 다수의 통과를 성원하였다. 시골의 학교들은 더 많은 기금들을 얻었다. 농장 향상들의 세금이 낮아졌다. 산업 위원회는 주에서 시작된 비지니스들을 경영하는 데 세워졌다. 위원회는 주 지사, 법무 장관과 농업의 위원장으로 이루어졌다.
1919년 노스다코타 은행이 비즈마크에서 창립되었다. 1922년 노스다코타 제분소와 엘리베이터가 그랜드포크스에서 운영되기 시작하였다. 산업 위원회는 아직도 이 국유의 비지니스들을 감시하였다.
1920년 선거에서 연맹에 반대하는 공화당원들이 주의 하원의 통치를 이겼다. 그들은 그릇된 처리의 흔적을 마련한 산업 위원회의 조사를 요구하였다. 또한 농산물의 떨어지는 가격, 감소하는 대지의 가격과 은행의 실패들을 포함한 경제적 침체는 프레이저의 행정과 함께 투표인들의 불만에 공헌하였다. 프레이저와 다른 2명의 산업 위원회 회원들은 사무소로부터 물러났다. 프레이저는 해임되는 데 미국의 첫 주 지사가 되었다. 그너나 이듬해 상원에 선출되어 1923년부터 1940년까지 상원을 지냈다.

### 대공황
1930년대에 대공황이 미국 전국에 타격을 주었다. 추가로 노스다코타 주는 가뭄을 겪었다. 주의 농산물 생산은 날카롭게 빠지고 인구도 쇠퇴하기 시작하였다. 인구는 1930년 680,845명의 절정에 도달하였다.
1930년대 동안에 주와 연방 정부들은 노스다코타 주의 농부들을 돕는 데 많은 단계들을 넘었다. 1937년 주립 수자원 보존 협회가 창조되었다. 그 이래, 주, 연방과 개인적 대리들은 관개를 마련하고 흙의 부식을 막는 데 프로젝트들을 세웠다.

### 1900년대 중반
제2차 세계 대전이 일어나는 동안에 노스다코타 주의 경제는 회복되었다. 농부들은 군사들을 위한 식량을 제공하는 데 자신들의 생산 기록들을 깼다. 그러나 1940년대 후반에 국가를 통하여 농장 과잉의 결과로서 농장 가격들이 나른해졌다. 증가하는 농장들에 기계들의 사용이 다수의 농부들을 무직으로 남겼다. 많은 이들은 타운과 도시들에서 직업을 찾고 주의 도시 인구가 증가하였다. 그러나 수천명은 주에서 직업들을 찾지 못하고 다른 곳으로 기회를 찾으로 떠났다.
1947년 리버데일 근처에 거대한 개리슨 댐의 건설이 시작되었다. 이 댐은 홍수 조절, 수력 발전과 관개를 위한 물을 마련하였다. 댐은 1960년에 완공되었다. 스탠턴 근처에 있는 2개의 갈탄을 태우는 발전소들도 또한 경제에 도움을 주었다.
1951년 티오거 근처에서 석유가 발견되어 주의 가장 가치적 미네랄 지원이 되었다. 1970년으로 봐서 노스다코타주 서부의 14개의 카운티들에서 유정들이 운영되었다.
1957년 노스다코타 주는 주에 산업들을 끌어들이는 데 경제 개발 협회를 설립하였다. 다스의 노스다코타주 공동체들은 현재 자신들의 개발 협회들을 가지고 있다. 이 협회들의 큰 결과로서 주의 산업적 번창의 비율은 1958년부터 1969년까지 국가에서 가장 높은 데 랭킹으로 들어왔다. 미국 공군은 1960년대 동안에 노스다코타 주의 경제에 도움을 주었고 그랜드포크스와 미노트 근처에 기지들을 지었다.
개리슨 전환 프로젝트가 1968년에 시작되었다. 그 프로젝트는 미주리 강으로부터 노스다코타주 농장 지대의 큰 부문으로 관개를 위한 물을 가져오는 데 운하 시스템의 건설을 포함하였다. 또한 다수의 도시와 타운들에 물을 공급하는 계획들을 포함하기도 하였다.

### 1900년대 후반
1970년대 초반 동안에 개리슨 전환 프로젝트의 환경적 효과들에 관한 근심들이 건설을 느리게 하였다. 예를 들어 캐나다 정부는 미국의 물을 캐나다로 수송하는 것을 요구한 프로젝트가 캐나다의 물에 공해를 소개할 수 있다는 이유로 항의하였다. 1986년 미국 의회는 이 환경적 근심들의 어떤 것들에 책임에서 프로젝트를 수정하였다.
1970년대 동안에 노스다코타 주는 그 경제에 넓히는 단계로서 석탄, 석유와 천연가스 생산을 증가시켰다. 1980년대와 1990년대에 농장 생산은 높게 남아있었으나 가능한 수확물의 실패 혹은 농장 가격이 떨어지는 데 위협을 가진 주의 지도자들은 노스다코타 주를 위한 새로운 산업을 지속적으로 찾았다. 비농업적 직업들의 수가 늘어났으나 농사 일들에서 쇠퇴와 함께 유지하는 데 충분하지 못하였다. 노스다코타 주가 큰 인구의 중심지들로부터 너무 멀리에 놓여있는 이유로 주에 새로운 산업을 끌어들이는 직무가 어려움에 남아있었다.

### 최근의 발전
1993년 장기의 비가 내리는 기간 후에 주의 북동부에 있는 데빌스 호가 오르기 시작하였다. 자연적 방수구가 없던 이 호수는 25 피트(8 미터)나 오르고 농장의 큰 지역들과 수백척의 주택들에 홍수를 일으켰다. 책임에서 주는 호수에서 샤이엔 강으로 흘러가는 방수구를 건설하는 계획을 개발하였다. 샤이엔 강은 캐나다의 매니토바주로 흘러들어가는 레드 강으로 비워진다. 매니토바 주는 시초에 계획을 반대하였지만, 호수의 초라한 물의 동등의 이유로 일부에 반대하였다. 2002년 노스다코타 주는 방수구를 짓기 시작하였다. 그 방수구는 2005년 노스다코타 주, 미네소타 주와 매니토바 주가 방수구를 통하여 흐르는 물을 위한 향상된 작용을 위한 마련하는 데 동의서에 도달하였다.
1997년 노스다코타 주는 손해적인 봄의 홍수들을 일으킨 막대한 눈내림을 겪었다. 북부의 레드 강 홍수가 거의 그랜드포크스 주민의 90 퍼센트가 철수하는 데 강요되었다. 그랜드포크스에 있는 건물의 70 퍼센트 이상이 수질 피해를 경험하였다.
2000년 의회는 개리슨 전환 프로젝트를 다코타 수자원 보호법이라 불리는 새로운 법령과 함께 대신하였다. 이 새로운 법률은 주에서 수자원 공급과 휴양 프로젝트들을 위한 6억 천만 달러 이상을 부여하였다.

## 경제

### 서비스업
서비스업은 노스다코타 주의 고용과 국내총생산 둘다에서 대략 4분의 3을 마련한다. 서비스업은 비즈마크와 파고 지역들에 집중되어 있다.
파고는 노스다코타 주의 은행업과 보험업의 중심지이다. 비즈마크, 파고, 그랜드포크스에는 큰 보건소들이 있다. 그런 비지니스들은 1900년대 후반 이래에 중요성에서 번창한 관광업으로부터 이득을 얻는다. 농기구, 식품과 광물의 소매상도 또한 노스다코타 주에서 중요하다.
주도인 비즈마크는 주 정부 활동의 중심지이다. 정부 서비스들은 또한 그랜드포크스와 미노트 근처에 있는 미국 공군 기지들의 운영과 부분적으로 혹은 주에서 완전적으로 4개의 인디언 보호 구역들의 운영을 포함한다. 미국 정부는 노스다코타 주에서 많은 야생 생물의 피난처들을 관리한다.
교통과 통신은 주의 작은 인구가 넓게 흩어진 이유로 다른 주들의 대부분에서 보다 더욱 중요하다. 농산물과 광물은 가끔 시장에 도달하는 데 거대한 거리를 여행해야 한다. 트럭과 철도는 주의 농장과 석탄 생산의 거의를 운송한다. 파이프라인들은 석유와 천연가스를 수송한다.

### 농업

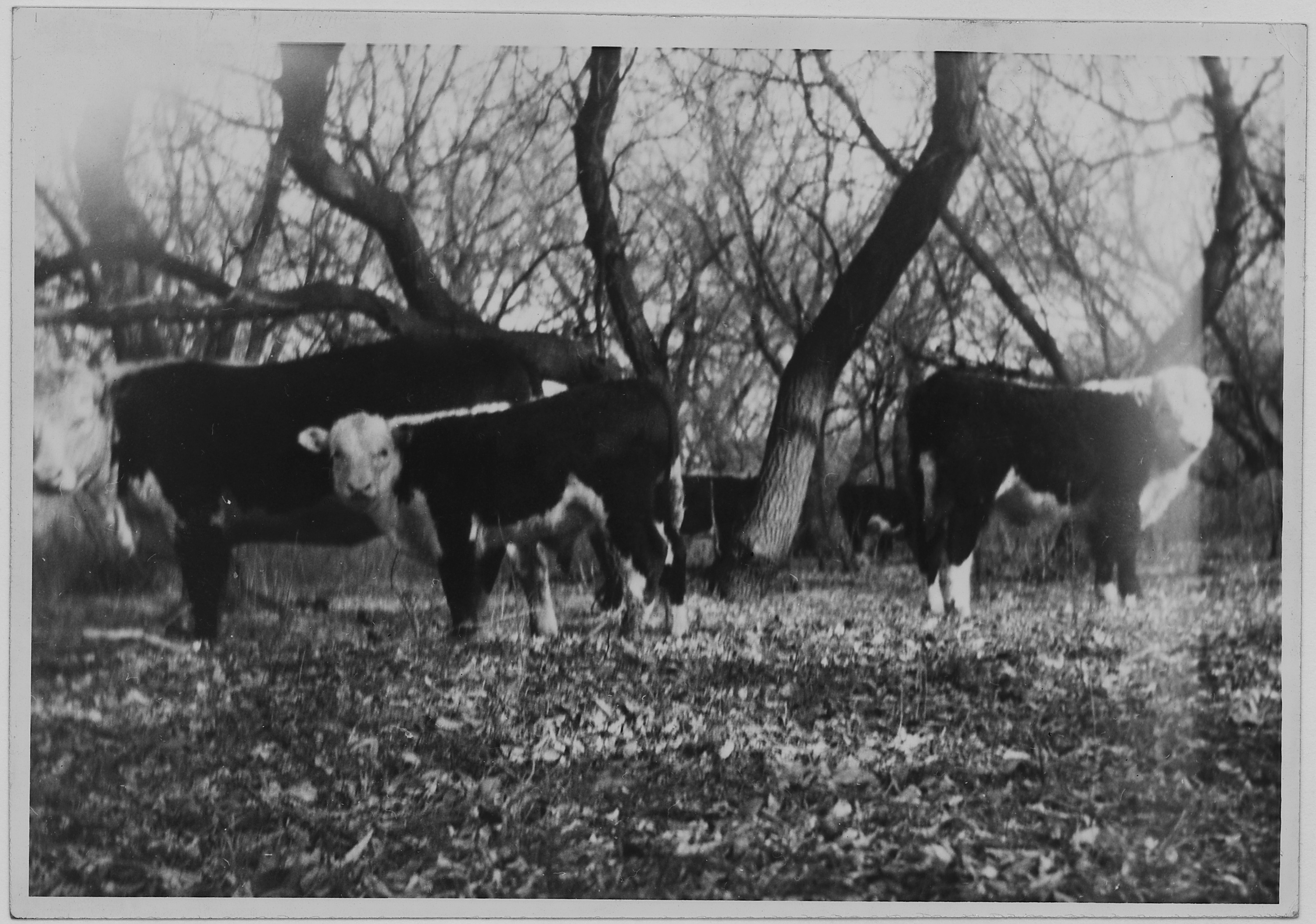
노스다코타 주는 지도적인 육우 사육지이다.

농업은 대부분의 다른 주들보다 노스다코타 주에서 국내총생산의 더욱 큰 부문을 차지한다. 농경지와 목초지들은 노스다코타주 총대지 지역의 90 퍼센트 가까이를 덮고 있다.
밀은 노스다코타 주에서 다른 농산물보다 더 많은 소득을 가져오고 주는 이 수확물의 지도적인 생산주이다. 밀은 주의 전역을 통하여 재배된다. 노스다코타 주의 북서부에서 자라는 밀의 거의는 파스타 등을 만드는 데 쓰이는 듀럼 밀이다. 노스다코타 주의 농부들은 국가의 듀럼 밀의 절반 이상을 재배한다.
노스다코타 주는 보리와 해바라기 씨들의 지도적인 생산주이다. 보리는 주의 전역을 통하여 재배된다. 많은 해바라기는 주의 북부 부문에서 자란다. 노스다코타 주의 농부들은 국가의 아마 씨의 대다수를 생산한다. 주는 또한 콩, 카놀라 씨, 귀리와 사탕무의 지도적인 생산지들 사이에 랭킹으로 들어와있다. 옥수수는 주로 주의 남동부에서 재배된다. 주의 중부와 서부는 대부분의 건초를 생산한다. 콩은 동부에서 재배된다.
가축과 축산물은 노스다코타 주의 농업 소득의 대략 6분의 1을 차지한다. 육우의 사육은 주에서 가축 사육의 지도적인 타입이다. 노스다코타 주의 중부와 서부 평야들은 육우를 위한 좋은 목초지와 겨울 먹이를 말녀한다. 많은 낙농 지대들은 주의 남중부에 있다. 노스다코타 주의 농부들은 옥수수가 풍부한 주의 동부에서 돼지를 기른다. 노스다코타 주는 꿀 생산에서 지도적인 주들 중에 랭킹으로 들어와있다.

### 제조업
식품 가공업과 기계 생산은 노스다코타 주의 지도적인 제조업 활동이다. 식품 가공업은 주의 강찬 농업 근거로부터 거대하게 이득을 얻는다. 노스다코타 주의 주요 식품들은 빵과 파스타, 낙농제품, 정육과 씨로부터 추출한 기름과 정제된 설탕을 포함한다. 식품 가공 지대들은 대부분 주의 동부에 있다. 건설 기계의 지도적인 제조업 회사 밥캣 컴퍼니가 웨스트파고에 본부를 두었고, 비즈마크와 그위너에 공장들이 있다. 많은 도시들은 농기구를 제조한다.
다른 제조품들은 컴퓨터와 전자 제품들, 합성 금속 제품, 교통 수단과 목재 제품이다. 순회 판자들은 가장 중요한 전자 제조업이다. 합성 금속 제품은 주로 주의 동부에서 만들어진다. 항공기 부품, 자동차 부품과 교통 수단의 다른 종류들도 또한 주의 동부에서 생산된다. 노스다코타주 납동부에 있는 공장들은 목재 제품을 제조한다.

### 광업

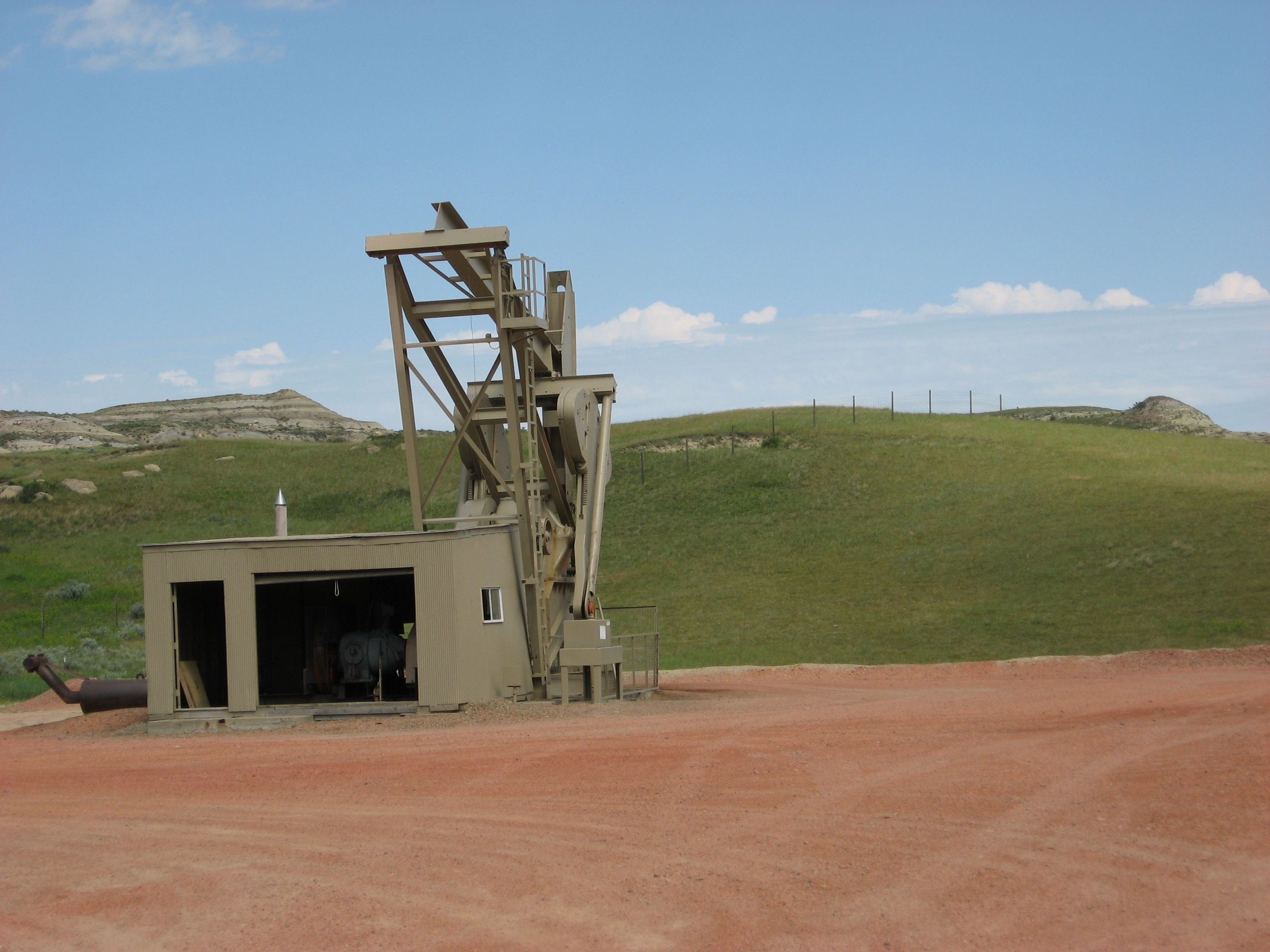
노스다코타주 서부의 유정

석유는 노스다코타 주에서 지도적인 광물이다. 유전들은 노스다코타 주의 서부에 있는 윌리스턴 분지에 놓여있다. 바우먼, 매켄지, 마우트레일과 윌리엄스 카운티들이 주에서 지도적인 석유 생산지들이다.
석탄과 천연가스도 또한 노스다코타 주에서 중요한 광물이다. 갈탄의 토대들은 주 서부의 거의에 놓여있다. 노스다코타주 서중부에 있는 매클린, 머서와 올리버 카운티들은 석탄의 대부분을 마련한다. 단 하나의 천연가스전은 주의 남서부 모퉁이에 놓여있으며, 천연가스는 석유와 석탄 가공의 부산물로서 획득된다.
노스다코타 주의 다른 광물들 중에 모래와 자갈은 대부분의 소득을 마련한다. 주의 몇몇의 지역들은 모래와 자갈을 생산한다. 노스다코타 주의 다른 광물들은 점토, 깨진 돌과 석회암을 포함한다.

## 주민
| 인구조사                      | 인구    | Note | %±       |
| ----------------------------- | ------- | ---- | -------- |
| 1870년                        | 2,405   |      | —        |
| 1880년                        | 36,909  |      | 1,434.7% |
| 1890년                        | 190,983 |      | 417.4%   |
| 1900년                        | 319,146 |      | 67.1%    |
| 1910년                        | 577,056 |      | 80.8%    |
| 1920년                        | 646,872 |      | 12.1%    |
| 1930년                        | 680,845 |      | 5.3%     |
| 1940년                        | 641,935 |      | −5.7%    |
| 1950년                        | 619,636 |      | −3.5%    |
| 1960년                        | 632,446 |      | 2.1%     |
| 1970년                        | 617,761 |      | −2.3%    |
| 1980년                        | 652,717 |      | 5.7%     |
| 1990년                        | 638,800 |      | −2.1%    |
| 2000년                        | 642,200 |      | 0.5%     |
| 2010년                        | 672,591 |      | 4.7%     |
| 2019 (추산)                   | 762,062 |      | 13.3%    |
| 출처: 1910–2010 2019 Estimate |         |      |          |

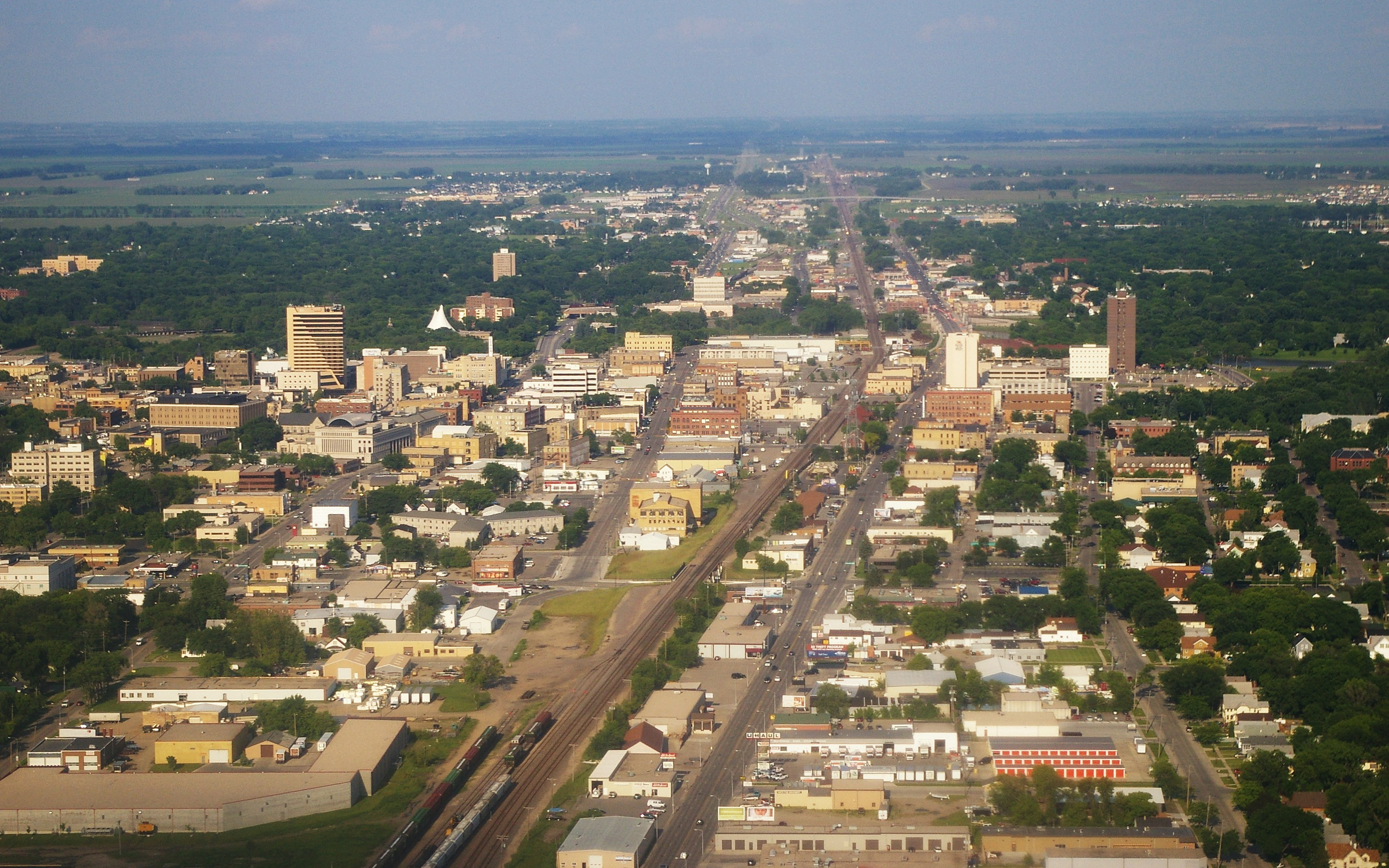
다운타운 파고의 전경

2019년 미국 인구 조사국은 노스다코타 주의 인구가 762,062명이라고 보고하였다. 이는 2010년의 672,591명에서 13.3% 증가한 것이다. 또한 이는 미국의 주 가운데 4번째로 인구가 적은 것이다.
노스타코타 주민의 대략 44 퍼센트는 주의 3개의 메트로폴리탄 지역들 중에 하나 안에 살고 있다. 비즈마크 메트로폴리탄 지역은 주의 전체에 걸쳐있고, 파고-무어헤드와 그랜드포크스 지역들은 미네소타 주로 뻗어있다.
노스다코타 주는 대도시들의 번창에 용기를 주는 데 약간의 제조업들이 있다. 주에서 4개의 도시들 만이 25,000명 이상의 인구를 가지고 있다. 크기의 순서로 봐서 그 도시들은 파고, 주도인 비즈마크, 그랜드포크스와 미노트이다. 노스다코타 주의 더 큰 도시들은 둘러싸인 농업 지방들을 위한 해운, 공급과 교역의 중심지로서 자신들의 원래 기능을 봉사하고 있다.
1870년대와 1880년대에 수천명에 의하여 백인 정착자들이 노스다코타 주로 쏟아져 들어왔다. 그들은 밀 경작에서 만들어진 큰 소득과 자유 정부 대지의 유효성의 보고들에 의하여 끌어당겨졌다.
정착자들은 동부와 남부에 있는 주들과 유럽에서 왔다. 다른 나라들에서 온 가장 큰 수는 노르웨이에서 왔으며, 지방 전역을 통하여 정착하였다. 볼가 독일인들은 남중부 지역들에 정착하였고, 캐나다인들은 레드 강 유역의 북부로 들어왔다. 오늘날 주에서 가장 큰 인구 단체들은 독일과 노르웨이 계통의 주민들을 차지한다.
오늘날 인구 문제는 부분적으로 여러 도전에 직면하고 있다. 보건과 교육 등 이유로 주의 메트로폴리탄 지역들은 자라났으나 많은 시골 카운티들은 인구를 잃었다. 노스다코타 주는 노인들의 높은 비율과 젊은이들이 다른 주들로 이주하는 문제들을 가지고 있다.